# Силезский крест на ленте Доблести и Заслуги
Почётный знак отличия «Силезский крест на ленте Доблести и Заслуги» — польская награда, предназначенная для награждения силезских повстанцев, участников Третьего силезского восстания 1921 года.

## История
Знак отличия был учреждён Польскими властями Верхней Силезии 30 мая 1921 года.
Первоначально имел вид шелковой ленты голубого цвета с белыми продольными полосками по бокам. Носилась лента на мундире, продетая в петлицу между второй и третьей пуговицей. Ширина ленты 20 мм.
Позднее, в 1922 году, к ленте стали крепить памятный крест 5-го пехотного полка, принимавшего участие в Силезском восстании.
В таком виде знак отличия был включен в наградную систему Польской Республики указом военного министра Польши № L-3333 от 22 апреля 1931 года, как знак защитников Верхней Силезии в 1919—1921 годах.

## Степени
Силезский крест на ленте Доблести и Заслуги был разделен на две степени.
Знаком отличия I степени награждались лица, отличившиеся непосредственно в боях с неприятелем. К ленте знака отличия I степени крепилась маленькая, размером 6 мм, серебряная пятиконечная звездочка.
Знаком II степени награждались лица, которые способствовали успешному проведению военно-оперативных действий повстанцев.
Награждение знаком отличия производилось как во время боев, так и после освобождения Верхней Силезии.
С 1931 года по 1939 год Силезским крестом на ленте Доблести и Заслуги было награждено более 3,5 тыс. человек.

## Описание знака
Знак отличия представлял собой равносторонний крест с расширяющимися к концам плечами, окаймленными по краям узким бортиком.
На лицевой стороне креста в центральной его части помещено рельефное изображение Силезского орла с польской короной на груди, обрамленного по кругу орнаментом в виде выпуклых точек. На плечах креста надпись выпуклыми буквами: «GÓRNY» — «ŚLĄSK» (на горизонтальных плечах), «POWST.» и «1921» (на вертикальных плечах).

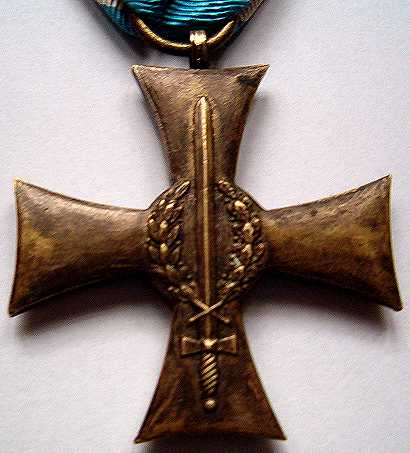
Реверс креста

На оборотной стороне креста в центральной части помещено рельефное изображение лаврового венка, перевитого в нижней части лентой. На горизонтальных плечах надпись выпуклыми буквами: «DZIEL — NYM».
Некоторые экземпляры имеют дополнительную надпись на вертикальных плечах: «5 P.P.» и «RYBN.» (5-й пехотный полк города Рыбник).
Знак креста изготавливался из посеребренного оксидированного металла.
Его размеры: 33×33 мм, основание 12 мм.
В верхней части креста имеется ушко с кольцом, с помощью которого он соединяется с лентой.

## Лента
Лента к кресту шелковая муаровая голубого цвета с продольными белыми полосками по бокам и темно-красными полосками по краям.
Ширина ленты 40 мм, ширина белых полосок 8 мм, темно-красных 2 мм.